# ماکی‌سو

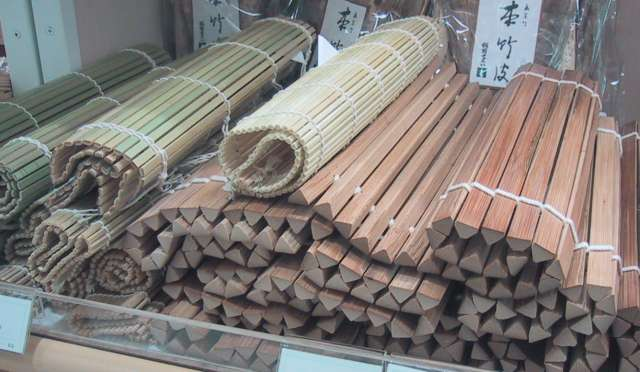
ماکی‌سو

ماکی‌سو یا حصیر سوشی (به ژاپنی: 巻き簾 Makisu) یکی از ابزارهایی است که در آشپزی ژاپنی بکار می‌رود. از انواع سوداره (حصیر) است که از چوب خیزران و پنبه ساخته می‌شود. ابعاد آن ۲۵ تا ۳۰ سانتیمتر است. برحسب ضخامت چوب خیزرانی که بکار رفته به دو نوع ضخیم و نازک تقسیم می‌شود. بیشترین مورد استفاده از آن برای درست کردن ماکی‌زوشی یا یکی از انواع سوشی است. همچنین برای شکل‌دادن به تاماگویاکی (تخم‌مرغ املت به سبک ژاپنی) نیز بکار می‌رود.

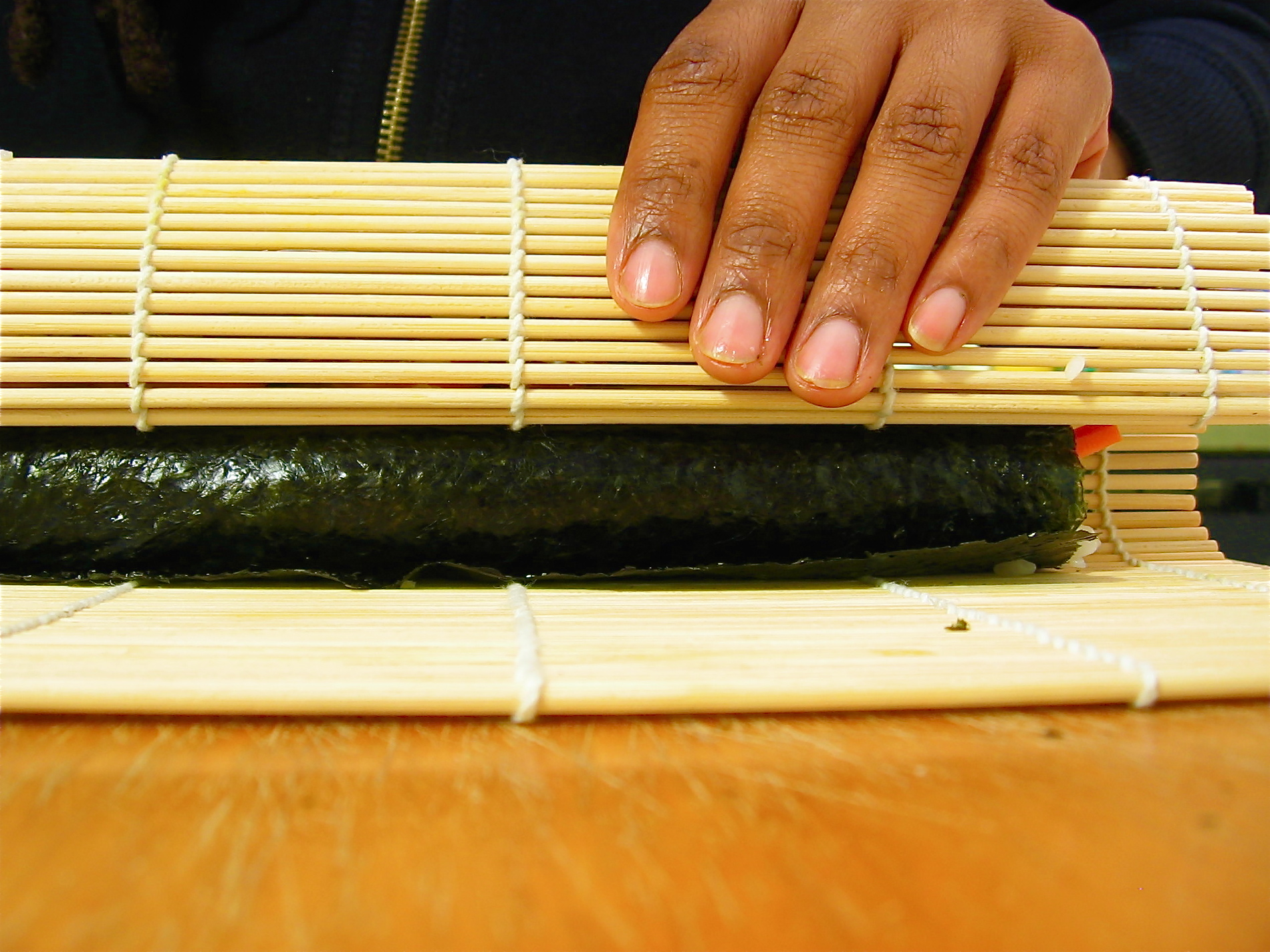
روش استفاده از ماکی‌سو در ماکی‌زوشی